# Shaul Ladany
Shaul Paul Ladany (Hebraico:שאול לדני; Belgrado, 2 de abril de 1936) é um atleta da marcha atlética competidor em dois Jogos Olímpicos. Ele é o recordista mundial da marcha de 50 milhas, recordista israelense de marcha de 50 km e ex-campeão mundial da marcha de 100 km.
Sobrevivente do Holocausto quando criança, foi libertado de campo de concentração de Bergen-Belsen aos oito anos de idade. Seus avós por parte materna foram mortos em Auschwitz, onde, segundo Shaul, depois de mortos foram transformados em sopa. Como atleta, sobreviveu ao Massacre de Munique durante os Jogos de Munique 1972, onde foi o único israelense inscrito no atletismo. Vivendo em Omer, Israel, para onde se mudou com a família após a II Guerra Mundial, hoje é professor na Universidade Ben-Gurion do Negueve. Escritor de mais de uma dezena de livros, produziu mais de 120 trabalhos acadêmicos, fala nove línguas e superou um linfoma e um câncer de pele. Pelos serviços prestados através da vida ao espírito e aos ideais olímpicos, foi condecorado em 2007 com a Medalha Pierre de Coubertin pelo Comitê Olímpico Internacional.
Perguntado se seria justo ser chamado de "o último sobrevivente" respondeu: "Não sei nada sobre isso. O que posso dizer é que em minha vida nunca houve um momento de tédio".

## Biografia

### Infância e guerra
Em abril de 1941, quando tinha cinco anos, os alemães atacaram Belgrado e sua casa foi bombardeada pela Luftwaffe. Sua família fugiu para a Hungria, onde os pais procuraram escondê-lo num mosteiro, por segurança, dizendo para que mantivesse segredo sobre ser judeu. Sendo apenas uma criança pequena, ele passou este período aterrorizado de que pudesse ser descoberto mas anos depois declarou que após esta experiência nunca mais teve medo de nada na vida.
Em 1944, aos oito anos, ele e sua família foram capturados pelos nazistas e enviados ao campo de concentração de Bergen-Belsen, na Alemanha. Muitos de seus familiares foram mortos ali e em outros campos, mas em novembro de 1944 ele e a família foram salvos por judeus americanos que pagaram um resgate aos nazistas para libertar um certo número de judeus prisioneiros nos campos, entre eles Shaul e seus familiares. Sobre essa época no campo, declarou: "Eu vi meu pai ser surrado pela SS e a maioria de meus familiares foram mortos ali. Um acordo financeiro feto entre os americanos e a SS salvou 2000 judeus, entre eles, eu. Na verdade, eu cheguei a ser enviado para a câmara de gás mas a execução foi prorrogada no último momento. Deus sabe porque".
Shaul foi um dos poucos entre os 70 mil judeus iugoslavos a sobreviver ao Holocausto. Toda vez que vai à Europa ele visita as ruínas de Bergen-Belsen e estava lá em 1995 quando da comemoração dos 50 anos da libertação e quando foi inaugurado o museu do campo. Após a libertação, ele e a família foram levados para a Suíça e ao final da guerra retornaram a Belgrado. Em dezembro de 1948, com 12 anos, mudou-se definitivamente para Israel, quando este virou um estado-nação.

### Marcha atlética
Começou sua carreira no esporte competitivo como maratonista em Israel quando tinha 18 anos. No começo dos anos 60 passou para a marcha atlética e disputou sua primeira prova em 1962; no ano seguinte venceu o primeiro de seus 28 títulos nacionais israelenses. Em 1966, aos 30 anos, quebrou o antigo recorde americano de marcha em pista, que existia desde 1878, na marcha de 50 milhas, e em 1968 repetiu o feito em Nova Jersey. Ele tinha ido para os EUA em 1965 concluir seu PhD em Administração e virou um marchador de nível internacional.
Participou pela primeira vez de uma Olimpíada aos 32 anos na Cidade do México 1968, chegando na 24.ª colocação, depois de treinar e competir sem ter um técnico. No ano seguinte, nas Macabíadas, em Tel Aviv, foi medalha de ouro na marcha de 3 km, 10 km e 50 km. No começo de 1972 quebrou o recorde mundial da marcha de 50 milhas – 7h44min47s – e poucos meses depois abaixou o próprio recorde em 21 minutos, para 7h23min50s, um recorde mundial de uma distância não-olímpica que permanece até hoje. No mesmo venceu a prova dos 100 km no Campeonato Mundial de Marcha Atlética conquistando a medalha de ouro.
Em Munique 1972, ele voltou pela primeira vez à Alemanha após a guerra para participar da marcha de 50 km, onde era o único israelense inscrito no atletismo. Declarou que queria mostrar aos alemães que um judeu havia sobrevivido e usou uma Estrela de Davi sobre o seu agasalho de treinamento. Congratulado pelos moradores locais por seu alemão fluente, respondeu: "eu aprendi bem a língua quando passei um ano em Bergen-Belsen". Perguntado sobre o sentimento de competir na Alemanha, disse: "Eu não digo que eu tenha que odiar os alemães; claro que não a nova geração, por exemplo, mas eu não tenho qualquer simpatia especial pela geração mais velha que foi acusada pelo que aconteceu durante o período nazista".
Shaul competiu nos 50 km e ficou em 19º lugar, com o tempo de 4h24min38s, e retornou para o alojamento da delegação israelense na Vila Olímpica, onde foi descansar e dormir.

### Massacre de Munique
Na primeiras horas do dia 4 de setembro de 1972, oito terroristas palestinos armados, membros da organização Setembro Negro, uma facção da Organização para a Libertação da Palestina, invadiram o alojamento israelense na vila olímpica de Munique para tomar atletas, técnicos e dirigentes israelenses como reféns, em troca de 200 prisioneiros políticos em Israel. O primeiro capturado foi o técnico do levantamento de peso Moshe Weinberg, que os levou para longe do quarto de Shaul em direção aos quartos onde outros halterofilistas, grandes e pesados, dormiam, e ali os atacou, sendo morto no ato. Seu corpo foi jogado pela janela na calçada da vila.
Ladany foi acordado pelos gritos de um juiz do levantamento de peso, Yossef Gutfreund, e escapou pulando pela janela do quarto para a calçada no interior do edifício, perseguido por tiros de metralhadoras. Ele entrou no quarto do técnico de atletismo norte-americano Bill Bowerman, acordou-o e avisou a polícia. Bowerman fez uma ligação e chamou os marines para proteger o nadador Mark Spitz e o lançador de dardos Bill Schmidt, dois judeus americanos. Ladany foi a primeira pessoa a alertar sobre o ataque e um dos únicos cinco membros da delegação israelense daquela ala da vila a escapar; além de Weinberg, executado, os outros dez atletas e técnicos judeus foram sequestrados e mortos pelos terroristas.
Inicialmente, rádios, jornais e televisões listaram Shaul como um dos mortos. Uma manchete dizia:"Latany não pode escapar de seu destino na Alemanha pela segunda vez". Ele se recorda:

Enquanto estávamos em Munique, o impacto do caso não me atingiu. Isto só aconteceu quando voltamos a Israel. O aeroporto de Lod estava tomado por uma multidão, cerca de 20 mil pessoas, e com eles estávamos lá apenas nós, os cinco sobreviventes com os caixões dos mortos. Alguns amigos chegaram e tentaram me abraçar e beijar como se eu fosse um fantasma voltando da morte. Foi então que eu realmente compreendi o que tinha acontecido e fui tomado pela emoção.
Três membros do Setembro Negro sobreviveram e foram presos pela polícia alemã. Um mês depois eles foram libertados em troca dos passageiros sequestrados no voo 615 da Lufthansa em outubro daquele ano; dois deles foram mortos posteriormente por comandos israelenses do Mossad, na operação Cólera de Deus, romanceada no filme Munique, de Steven Spielberg.
Em 1992, falando do massacre, Shaul disse: "aquilo está comigo o tempo todo e eu me lembro de cada detalhe". Ele visita os túmulos de seus companheiros em Tel Aviv todos os dias 6 de setembro.
Em 2012, o Comitê Olímpico Internacional decidiu não fazer um minuto de silêncio antes do início dos Jogos Olímpicos de Londres em homenagem aos 11 israelenses mortos em Munique 40 anos antes; Jacques Rogge, o presidente do COI, disse que seria "inapropriado". Shaul comentou: "Eu não entendo, eu não entendo e não aceito isto".

### Carreira posterior
Dois meses após massacre em Munique, ele voltou a competir, contra a vontade das autoridades do atletismo de Israel que temiam pela segurança de seus atletas no exterior. Ainda em 1972, venceu o Campeonato Mundial de Marcha Atlética em Lugano, na Suíça, tornando-se campeão mundial da marcha de 100 km, distância não-olímpica, com a marca de 9h31min00s. No ano seguinte, nas Macabíadas, venceu os 20 km e os 50 km.
Ladany foi 28 vezes campeão israelense da marcha entre 1963 e 1988; também venceu o campeonato norte-americano seis vezes, entre 1973 e 1981, o campeonato belga duas vezes, o campeonato suíço em 1972 e o sul-africano em 1973; sua melhor marca para a distância olímpica de 50 km é 4h17min06s (1972).
Ele continuou a competir regularmente depois de envelhecer, disputando campeonatos master por todo mundo, mesmo após os 70 anos. Em 2006, tornou-se o primeiro marchador de mais de 70 anos a completar a marcha de 100 milhas em menos de 24 horas, o que conseguiu em Ohio, Estados Unidos, em 21h45min34s. Em 2012, com 75 anos, ainda competia cerca de 35 vezes por ano, marchando um mínimo de 15 km por dia, e participando de uma marcha de 4 dias e 300 km entre Paris e Tubize, perto de Bruxelas, na Bélgica.
A cada aniversário ele marcha o equivalente ao número de anos que completa; em 2012, ao fazer 76 anos, marchou 76 km pelo deserto de Negueve, perto de onde reside. Ele estima que marcha cerca de 10 a 12 mil km por ano e tem um acumulado de 750 mil km marchados em toda a vida.
Em toda sua carreira, Shaul Ladany nunca teve um técnico. Perguntado sobre o que mais gosta da marcha atlética em si, respondeu: "Terminar".

## Carreira acadêmica
Numa vida paralela e posterior ao atletismo de competição, Ladany tornou-se um scholar com grande carreira acadêmica. Foi professor na Escola de Negócios da Universidade de Tel Aviv e, por mais de três décadas é professor de Engenharia Industrial na Universidade Ben-Gurion do Negueve, de onde foi o chairman do departamento e hoje é professor emérito. Teve nomeações e fez palestras na Universidade de Columbia, Universidade da Califórnia em Irvine, Georgia Tech, Universidade da Cidade do Cabo, Rutgers e Universidade Nacional de Singapura entre outras. Especializado em controle de qualidade e estatística aplicada, escreveu mais de uma dúzia de livros acadêmicos e uma centena de artigos científicos. Poliglota, tem oito patentes de desenhos mecânicos nos Estados Unidos.

## Honrarias
Em 2007, ele foi condecorado pelo COI com a Medalha Pierre de Coubertin por serviços extraordinários de pesquisas científicas dedicadas ao esporte e ao Movimento Olímpico. Na cerimônia de premiação, foi apresentado como uma pessoa especial, com "incomuns e notáveis realizações desportivas durante um período abrangendo mais de quatro décadas". O Conselho da Ordem Olímpica o descreveu como "exemplo extraordinário de um atleta numa modalidade não muito destacada pela mídia, que mesmo assim dedicou sua vida a um esporte exaustivo e que consome muito tempo, com conquistas de alto nível durante um período de 40 anos. Ele é um exemplo de atleta amador que deveria ser um exemplo para outros. É um modelo e exemplo que outros deveriam imitar para se destacar nos esportes e permanecer lá por toda uma vida e ao mesmo tempo combinar isto com a excelência nas Ciências e outras atividades lucrativas – é evidente que o Comitê Olímpico Internacional deve conceder-lhe este prêmio".
Em 2012, foi incluído no International Jewish Sports Hall of Fame, um dos pouquíssimos atletas judeus israelenses a fazer parte dele e onde também se encontra a jogadora de volei de praia brasileira Adriana Behar, medalha de prata em Sydney 2000 e Atenas 2004 e o britânico Harold Abrahams, campeão olímpico dos 100 m rasos em Paris 1924 e retratado no filme Carruagens de Fogo.